# NGC 4278
NGC 4278 è una galassia ellittica nella costellazione della Chioma di Berenice.
Si individua con facilità, 1,5 gradi a NW della stella γ Comae Berenices; un telescopio da 120mm di apertura è sufficiente per scorgela, mentre con uno strumento appena più potente si individua anche la piccola galassia NGC 4283. Entrambe hanno forma ellittica, ma la loro distanza reciproca non è ben chiara così non si può affermare con certezza la possibilità di un legame fisico tra le due. NGC 4278, di gran lunga più grande (almeno apparentemente), dista dalla Via Lattea circa 62 milioni di anni-luce, ed è un membro dell'ammasso della Chioma di Berenice.